# Verrucaria beltraminiana
Verrucaria beltraminiana är en lavart som först beskrevs av A. Massal., och fick sitt nu gällande namn av Vittore Benedetto Antonio Trevisan de Saint-Léon. Verrucaria beltraminiana ingår i släktet Verrucaria och familjen Verrucariaceae.   Inga underarter finns listade i Catalogue of Life.